# Carlos Portaluppi
Carlos Portaluppi   (Mercedes, 8 de juny de 1967) és un actor argentí. Va començar en papers secundaris, i va saltar a la fama interpretant a Dominicci, el farmacèutic que atenia el personatge de Leonor Manso a Vulnerables. És reconegut per la seva participació en sèries com Vidas robadas (Martín Fierro d'Or 2008) i el seu paper com a "Morcilla" a El marginal (Martín Fierro d'Or 2017). El 2021 va ser premiat amb un Premi Konex al millor actor televisiu de l'última década a Argentina.

## Participacione

### Teatre
- 1984: Nuestros hijos
- 1990: Los mutuos
- 1991: La guerra de los sexos
- 1991: Marea roja
- 1992: Angelina o el honor de un brigadier
- 1992: Bodas de sangre
- 1992: El jardín de los cerezos
- 1993/94: Ubu rey
- 1996: El relámpago
- 1996: La gaviota
- 1997: La visita de la anciana dama
- 1997: Monelle
- 1998: Calígula
- 1998: Hamlet
- 1998: Sueño de una noche de verano
- 1999: Extraña pareja
- 2000/2001: El humor después de los 30
- 2000: El miembro ausente
- 2001: La intangible
- 2001: Te llevo en la sangre
- 2002/03: De rigurosa etiqueta
- 2002: (H) Umoris Vermicellis
- 2003: Azul metalizado
- 2003/05: Beckett Argentinien (de Guillermo Ghio)
- 2004/05: La señorita de Tacna
- 2004/05: Nunca estuviste tan adorable
- 2006: Nunca estuviste tan adorable
- 2007: Antes muerto
- 2007: El pan del adiós
- 2007: La felicidad
- 2008: La felicidad
- 2012: Todos felices - Living, Comedor y Jardín- (d'Alan Ayckbourn)
- 2012/13: La historia del señor Sommer (de Guillermo Ghio)
- 2013: Emilia (de Claudio Tolcachir)
- 2013/15: Sinfonía y sus visitantes -Veu en off- (de Marcelo Serre)
- 2015: Bajo terapia (de Matías Del Federico)
- 2017: Invencibles
- 2018: Perfectos desconocidos (de Paolo Genovese, dirigida per Guillermo Francella)[3][4]

## Cinema
| Any  | Títol                                                    | Paper                 | Director                                |
| ---- | -------------------------------------------------------- | --------------------- | --------------------------------------- |
| 1995 | Facundo, la sombra del tigre                             |                       | Nicolás Sarquís                         |
| 2000 | Ojos que no ven                                          | Forense a la morgue   | Beda Docampo Feijóo                     |
| 2001 | La fuga                                                  | Morguer a la facultat | Eduardo Mignogna                        |
| 2002 | Herencia                                                 | Raúl                  | Paula Hernández                         |
| 2004 | Ay, Juancito                                             | Tucho                 | Héctor Olivera                          |
| 2004 | Dos ilusiones                                            |                       | Martín Lobo                             |
| 2004 | Los fusiladitos                                          | Rodolfo Walsh         | Cecilia Miljiker                        |
| 2005 | Whisky Romeo Zulu                                        | Gordo                 | Enrique Piñeyro                         |
| 2005 | Un año sin amor                                          | Editor                | Anahí Berneri                           |
| 2005 | Tiempo de valientes                                      | Villegas              | Damián Szifron                          |
| 2006 | Las manos                                                | Padre Giacomino       | Alejandro Doria                         |
| 2006 | Chile 672                                                | Cámara                | Pablo Bardauil i Franco Verdoia         |
| 2007 | ¿Quién dice que es fácil?                                | Esteban               | Juan Taratuto                           |
| 2007 | Una novia errante                                        | Germán                | Ana Katz                                |
| 2007 | El pasado                                                | Abogado Carmen        | Héctor Babenco                          |
| 2007 | Encarnación                                              | Osmar Núñez           | Anahí Berneri                           |
| 2008 | Extranjera                                               | Pare / Agamenón       | Inés de Oliveira Cézar                  |
| 2009 | Homero Manzi, un poeta en la tormenta                    | Alicia                | Eduardo Spagnuolo                       |
| 2009 | Horizontal/Vertical                                      | El porter Pedro       | Nicolás Tuozzo                          |
| 2009 | Alicia & John, el peronismo olvidado                     | John William Cooke    | Carlos Castro                           |
| 2010 | Por tu culpa                                             | Cap de Policia        | Anahí Berneri                           |
| 2010 | Mis días con Gloria                                      | Daniel Almafuerte     | Juan José Jusid                         |
| 2011 | Verdades verdaderas                                      | Abel                  | Nicolás Gil Lavedra                     |
| 2011 | Eva de la Argentina                                      | Rodolfo Walsh         | María Seoane                            |
| 2011 | El día que no nací                                       |                       | Florian Micoud Cossen                   |
| 2012 | Industria argentina, la fábrica es para los que trabajan | Juan Ralde            | Ricardo Díaz Iacoponi                   |
| 2012 | Masterplan                                               | Perito                | Diego Levy i Pablo Levy                 |
| 2016 | Hijos nuestros                                           | Hugo                  | Juan Fernández Gebauer i Nicolás Suárez |
| 2017 | Corralón                                                 |                       | Eduardo Pinto                           |
| 2017 | Los que aman, odian                                      | Comisario             | Alejandro Maci                          |
| 2018 | Román                                                    |                       | Eduardo Meneghelli                      |
| 2018 | Eso que nos enamora                                      | Laucha                | Fernando Mordkowickz                    |
| 2019 | Lo habrás imaginado                                      | Guille                | Victoria Chaya Miranda                  |
| 2019 | Shalom Taiwán                                            |                       | Walter Tejblum                          |
| 2021 | El perro que no calla                                    | Luis                  | Ana Katz                                |
| 2022 | Argentina, 1985                                          | León Carlos Arslanián | Santiago Mitre                          |